# 클라리스 (드라마)
《클라리스》(영어: Clarice)는 미국의 드라마이다. CBS에서 2021년 2월 11일부터 처음 방송되었다.